# Casa de Gobierno (Antigua y Barbuda)
La Casa de Gobierno, en Saint John's, Antigua y Barbuda, es la residencia oficial así como oficina del Gobernador General. Fue construida al estilo colonial durante el siglo XVII con arquitectura georgiana y extensos jardines. La residencia no se encuentra abierta al público.

## Historia
En 1801 se aprobó una propuesta para construir una Casa de Gobierno destinada a ser también la residencia del Gobernador. Previamente el gobernador había residido en casas alquiladas. Desafortunadamente, con el transcurso de los años esta majestuosa casa se había deteriorado pero hoy, gracias a los oficios de una sociedad privada en conjunto con el gobierno, se han recaudado fondos para restaurar el edificio.
La Casa de Gobierno, conocida originalmente como 'La Casa Parroquial', fue construida durante la última mitad del Siglo XVIII. La misma es un punto histórico importante del papel cambiante del General de Gobernador de Antigua y Barbuda y es un símbolo importante de esta evolución. Desde los primeros gobiernos coloniales, al tiempo de pleno sufragio de los adultos y la creación del consejo legislativo electo por el voto de la mayoría. Como las necesidades del representante de la Corona evolucionaban, la casa sufrió extensos cambios y reformas. Las modificaciones hechas del edificio reflejan también su evolución como residencia del Gobernador General. Una vez restaurada, la Casa de Gobierno continuará sirviendo como residencia del Gobernador General.
- Datos: Q5588898
- Multimedia: Government House, St. John's / Q5588898